# Верона (тауншип, Миннесота)
Верона (англ. Verona) — тауншип в округе Фэрибо, Миннесота, США. На 2000 год его население составило 391 человек.

## География
По данным Бюро переписи населения США площадь тауншипа составляет 91,9 км², из которых 91,8 км² занимает суша, a вода составляет 0,03 %.

## Демография
По данным переписи населения 2000 года здесь находились 391 человек, 158 домохозяйств и 118 семей.  Плотность населения —  4,3 чел./км².  На территории тауншипа расположено 168 построек со средней плотностью 1,8 построек на один квадратный километр. Расовый состав населения: 99,74 % белых и 0,26 % приходится на две или более других рас. Испанцы или латиноамериканцы любой расы составляли 0,26 % от популяции тауншипа.
Из 158 домохозяйств в 25,9 % воспитывались дети до 18 лет, в 69,6 % проживали супружеские пары, в 3,2 % проживали незамужние женщины и в 24,7 % домохозяйств проживали несемейные люди. 22,8 % домохозяйств состояли из одного человека, при том 11,4 % из — одиноких пожилых людей старше 65 лет. Средний размер домохозяйства — 2,47, а семьи — 2,86 человека.
23,0 % населения — младше 18 лет, 8,2 % — в возрасте от 18 до 24 лет, 20,5 % — от 25 до 44, 30,2 % — от 45 до 64, и 18,2 % — старше 65 лет. Средний возраст — 44 года. На каждые 100 женщин приходилось 97,5 мужчин.  На каждые 100 женщин старше 18 приходилось 102,0 мужчин.
Средний годовой доход домохозяйства составлял 42 750 долларов, а средний годовой доход семьи —  53 333 доллара. Средний доход мужчин —  27 188  долларов, в то время как у женщин — 17 000. Доход на душу населения составил 19 690 долларов. За чертой бедности находились 6,7 % семей и 12,6 % всего населения тауншипа, из которых 24,0 % младше 18 и 8,3 % старше 65 лет.